# Липовци
Липовци (словен. Lipovci, мађ. Hársliget) су насељено место у општини Белтинци, Помурска регија, Словенија.

## Историја
До територијалне реорганизације у Словенији били су у саставу старе општине Мурска Собота.

## Становништво
У попису становништва из 2011. године, Липовци су имали 1.097 становника.
| Број становника према пописима | Број становника према пописима | Број становника према пописима |
| ------------------------------ | ------------------------------ | ------------------------------ |
| 1991                           | 2002                           | 2011                           |
| 1.027                          | 1.047                          | 1.097                          |